# Xã Calhoun, Quận Prairie, Arkansas
Xã Calhoun (tiếng Anh: Calhoun Township) là một xã thuộc quận Prairie, tiểu bang Arkansas, Hoa Kỳ. Năm 2010, dân số của xã này là 300 người.